# Chelifera fascipennis
Chelifera fascipennis är en tvåvingeart som först beskrevs av Meijere 1913.  Chelifera fascipennis ingår i släktet Chelifera och familjen dansflugor. Inga underarter finns listade i Catalogue of Life.